# Aleksander Fredro

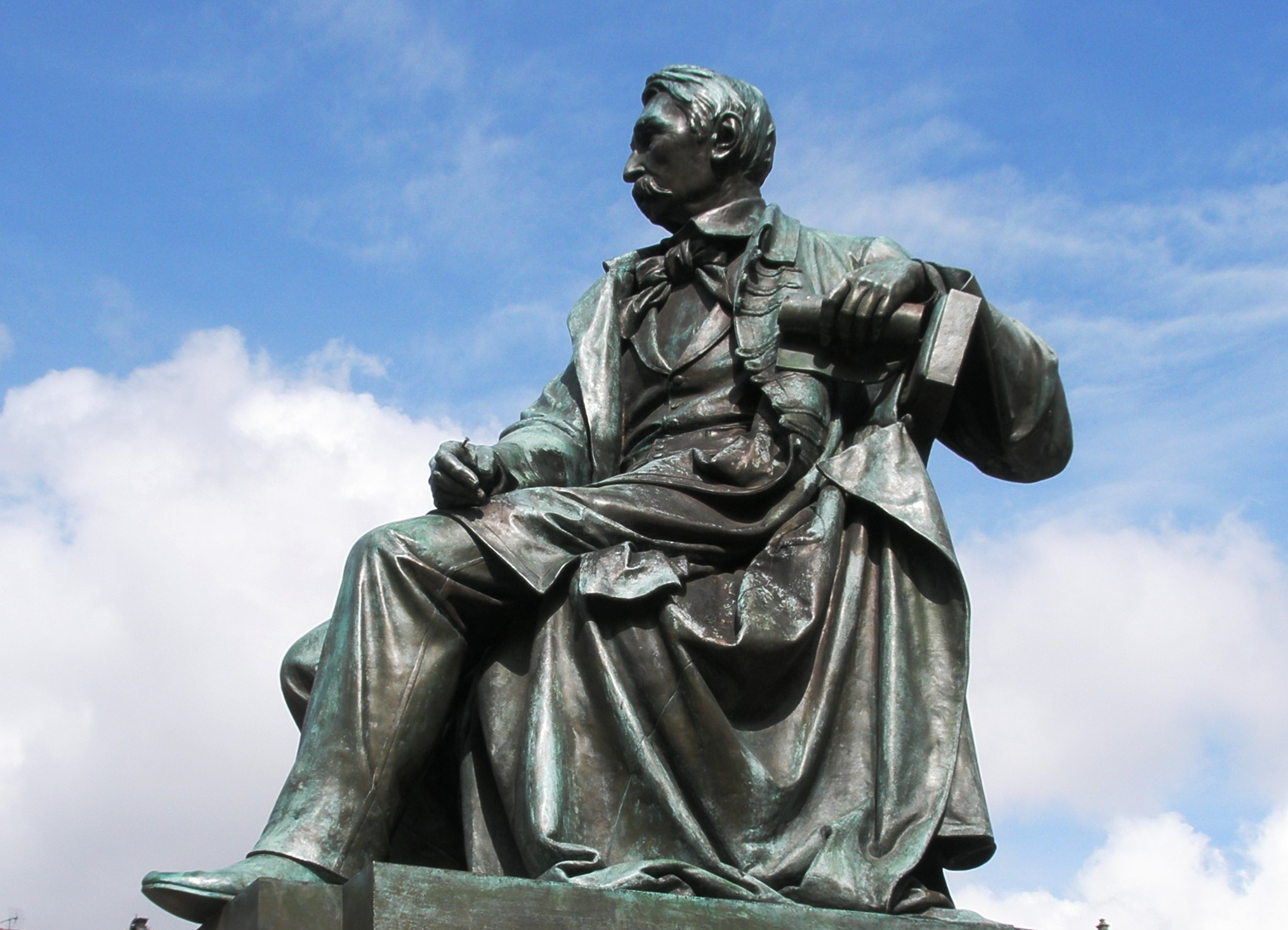
Monumento a Aleksander Fredro en Breslavia, trasladado de Lwów después de 1945.

Aleksander Count Fredro (20 de junio de 1793 - 15 de julio de 1876) fue un poeta, dramaturgo y escritor polaco.

## Biografía
Fredro nació en la aldea de Surochów cerca de Jarosław, en ese entonces territorio de Austria. Hijo de un terrateniente, fue educado en su hogar. Entró al ejército polaco a la edad de 16 años y participó en las Guerras Napoleónicas, incluyendo la campaña de Moscú. Sus memorias Topsy Turvy Talk, que presenta ciertas similitudes con Tristram Shandy de Laurence Sterne, narra su experiencia durante las últimas campaña de Bonaparte. Mientras vivía en Francia en 1814, estuvo bastante interesado en el teatro de ese país. Tras abandonar el ejército, comenzó su trabajo como escritor.
Fredro hizo su debut literario en 1817, pero él no estaba interesado en los problemas del Romanticismo. Escribía comedias sociales sobre el estilo de vida de la nobleza polca, y es conocido por sus habilidades de caracterización y trama, además de la flexibilidad de su lenguaje. Su trabajo además presenta elementos cómicos extraídos del folclore, conocidos como farsa.
Dos historias de Fredro, Małpa w kąpieli y Paweł i Gaweł, son de literatura infantil. Su comedia más conocida, Zemsta, fue adaptada bajo el título de La venganza en 2002 por el director Andrzej Wajda. 
Fredro fue abuelo del líder de la Iglesia greco-católica ucraniana, Andrés Sheptytsky.

## Comedias
- Pan Geldhab (escrita en 1818 y representada en 1821)
- Mąż i żona (representada en 1812)
- Pan Jowialski (representada 1832)
- Śluby panieńskie, czyli magnetyzm serca (representada en 1833)
- Zemsta (representada en 1834)
- Dożywocie (representada 1835)